# داستين هيو
داستين هيو (بالإنجليزية: Dustin Vaughan)‏ هو لاعب كرة قدم أمريكية أمريكي، ولد في 27 يناير 1991 في كوربوس كريستي في الولايات المتحدة.

## وصلات خارجية
- داستين هيو على موقع مرجع كرة القدم المحترفة.كوم (الإنجليزية)